# Balkáni gerle
A balkáni gerle (Streptopelia decaocto) a madarak (Aves) osztályának galambalakúak (Columbiformes) rendjébe, ezen belül a galambfélék (Columbidae) családjába tartozó faj. A közeli rokon vadgerlével (Streptopelia turtur) együtt a köznyelvben vadgalambnak is nevezik.

## Rendszerezése
A fajt Frivaldszky Imre magyar természettudós írta le 1838-ban, a Columba nembe Columba risoria L. var. decaocto néven.

## Alfajai
- Streptopelia decaocto decaocto (Frivaldszky, 1838)
- Streptopelia decaocto xanthocycla (Newman, 1906)[2]

## Előfordulása
A balkáni gerle óriási és gyors terjeszkedése a szemünk előtt zajlott le a 20. század közepén. Eredetileg csak az európai kontinens délkeleti részétől Törökországon keresztül Indiáig költött (bizonyos nyelvekben, mint a szlovén nyelvben turška grlicá-nak, azaz török gerlének szokás emiatt nevezni). A század első éveiben aztán lassan terjeszkedni kezdett a Balkánon észak felé, 1930-tól pedig gyorsan nyomult északnyugati irányba, 1930-ban észlelték először Magyarországon, azóta már Angliába is betelepedett. Angliát 1955-ben érte el és 15 éven belül elfoglalta az összes brit szigetet. 
Kóborló egyedeit látták már Feröeren is. 1974-ben elérte Portugáliát és napjainkban Észak-Afrika felé terjeszti fészkelő területét. Elterjedési területét Ázsiában is megnövelte, ma már keleti irányban elérte Kína és Dél-Korea területét is. Ezen kívül betelepítették Japánba is. A fajt meghonosították az amerikai kontinensen is. Betelepítették az Egyesült Államok területére, onnan elvándorló egyedek letelepedtek a Bahama-szigeteken és a Kajmán-szigeteken is. Emellett a karibi térségben meghonosították Guadeloupe szigetén is. Onnan már átterjedt néhány környező szigetre, így Martinique, Montserrat, Saint Kitts és Nevis szigetére is.
Elsősorban az emberi településeket keresi. A balkáni gerle gyors térnyerése miatt a korábban elterjedt vadgerle kiszorult a településekről és inkább a szántóföldek, külterületek madara maradt. A balkáni gerle a városokban nagyon elterjedt madárfaj lett, de a nagyobb testű elvadult házi galambokkal nem mindenütt bírja a versenyt. A házi galambok azonban épületeken fészkelnek, a balkáni gerle pedig inkább fákon költ, így fészkelési konkurencia nincs a két faj között.

### Kárpát-medencei előfordulása
Magyarországon rendszeres fészkelő, állandó állomány tartózkodik az élőhelyükön. Az első példányt Ujhelyi István földbirtokos, amatőr ornitológus ejtette el Berettyóújfaluban, 1932-ben.

## Megjelenése
Testhossza 31–33 centiméter, szárnyfesztávolsága 47–55 centiméter, testtömege pedig 170–240 gramm közötti. Tollazata nagyrészt barnásszürke, vöröses mintázattal. Fekete, fehérrel szegélyezett nyakörve van, amely a fiataloknál még hiányzik. Csőre fekete, lába vörös.
|  |  |

## Életmódja
Kultúrnövények és gyomnövények magvaival táplálkozik, de csigákat és rovarokat is fogyaszt. A fiókáknak a tojó nem a csőrében hozza az ennivalót, mint a fecskék, hanem a begyében felaprózódott élelemnek és egy zsíros váladéknak a keverékét (begytej) öklendezi a fiókák szájába.

## Szaporodása
A költési időszak április végétől októberig tart, évente többször költ, enyhe időben télen is. A fészekalja két tojásból áll, melyen 18–22 napig kotlik. A fiatal madarak a 26. nap környékén repülnek ki.
|  |  |  |

## Természetvédelmi helyzete
Az elterjedési területe rendkívül nagy, egyedszáma pedig növekszik. A Természetvédelmi Világszövetség Vörös listáján nem fenyegetett fajként szerepel. Magyarországon természetvédelmi oltalom alatt nem áll, vadászható faj.